# Nocticanace littorea
Nocticanace littorea är en tvåvingeart som beskrevs av Wayne N. Mathis och Amnon Freidberg 1991. Nocticanace littorea ingår i släktet Nocticanace och familjen Canacidae.
Artens utbredningsområde är Kenya. Inga underarter finns listade i Catalogue of Life.